# Sam Lerner
Sam Lerner (n. 27 de septiembre de 1992) es un actor estadounidense. Es más conocido por su papel como Chowder en la película de 2006 Monster House (nominada al Óscar a mejor película animada). Lerner también tuvo el papel del hijo de Ben Stiller y Rachel Weisz en la película Envy y Ice Age  y estuvo en una serie dirigida por Brett Ratner titulada "Diamond-Weissman pilot" para la CBS-TV, interpretando al hijo de John Leguizamo y Claire Forlani. Antes de eso, estuvo en el reparto de "My Life With Men" (una serie piloto de la ABC-TV) siendo el hijo de Wendy Malick y Sam Robards. Ha hecho apariciones en shows para TV como Malcolm in the Middle, The King of Queens, Two and a Half Men y Oliver Beene y ha sido doblador en programas de Cartoon Network como Whatever Happened to Robot Jones?. En agosto de 2007 Lerner completó la grabación de la voz de Zak Sábado, un personaje de Los Sábados Secretos. 
Lerner fue nominado al premio Annie en 2007 como mejor actor doblador por su papel de "Chowder" en la película animada Monster House. El premio, finalmente, fue obtenido por Sir Ian McKellen. Es hijo del actor Ken Lerner.